# Jagdszenen aus Niederbayern
Jagdszenen aus Niederbayern ist ein Bühnenstück in 17 Bildern von Martin Sperr aus dem Jahr 1965.

## Handlung
Im Dorf Reinöd in Niederbayern ist nach der Währungsreform das gewohnte, nach außen idyllische Leben zurückgekehrt. Doch hinter den Kulissen geht der dörfliche Kleinkrieg weiter, der sich gegen alle Außenseiter richtet. Die Bäuerin Maria, die mit ihrem Knecht Volker zusammenlebt, nachdem ihr Mann nicht aus dem Krieg zurückkam, wird als Schandfleck angesehen. Ihr 18-jähriger Sohn Rovo, der an einer im Krieg verursachten Neurose leidet, gilt als Dorftrottel.  
Als Abram, der wegen Homosexualität eine Haftstrafe verbüßt hat, in das Dorf zurückkommt, bietet sich jedoch eine neue Zielscheibe. Maria erwischt ihn im Gespräch mit Rovo und behauptet, er habe ihren Sohn verführt. Aus Verzweiflung über den Psychoterror, dem er ausgesetzt ist, vergeht sich Abram an der Magd Tonka. So will er beweisen, dass er ein „richtiger Mann“ ist. Das verwahrloste Dorfmädchen wird jedoch als Hure diffamiert.
Als Tonka Abram erzählt, dass sie ein Kind von ihm erwartet, und ihn zu erpressen versucht, ersticht er sie in einem Anfall von Wut und Verzweiflung. Es wird eine Belohnung von 2.500 Mark auf seine Ergreifung ausgesetzt. Schließlich können die Dörfler Abram fassen, und er landet im Zuchthaus. Rovo erhängt sich.
Maria hingegen gelingt die Rückkehr in die Dorfgemeinschaft, indem sie Volker heiratet. Mit der Belohnung für Abrams Ergreifung wird die Kirchenorgel repariert. Beim Erntedankfest feiert man ausgiebig, dass endlich wieder Ruhe im Dorf eingekehrt ist.

## Weiteres
Sperr wollte nicht Einzelschicksale, sondern „die Jagd von Menschen auf Menschen und die Zusammenrottung zu solchem Vergnügen“ darstellen. Keine der handelnden Figuren stellt die Werte der dargestellten Dorfwelt in Frage, am wenigsten die Außenseiter: Rovo beschimpft Tonka als „Hure“, Tonka nennt Abram eine „schwule Drecksau“, und Maria gelingt durch Denunziation und Heirat die Reintegration.
Sperrs Volksstück ist eines der ersten des neuen sozialkritischen Volkstheaters. Es machte den Autor schlagartig bekannt. Sperr baute das Werk mit den Nachfolgern Landshuter Erzählungen (1967) und Münchner Freiheit (1970) zur Trilogie aus. In der 1968 entstandenen Verfilmung von Peter Fleischmann spielte er selbst den Abram. 1969 fand erstmals in München unter der Regie von Ulrich Heising eine Aufführung an den Münchner Kammerspielen mit Hans Brenner, Maria Singer, Therese Giehse, Günther Maria Halmer und Ruth Drexel statt. Im selben Jahr verarbeitete Sperr die Handlung in einer Erzählung für Jugendliche unter dem Titel Jagd auf Außenseiter. 1984 war Sperr bei einer Aufführung am Münchner Volkstheater als Pfarrer zu sehen. Im Oktober 2003 brachte Regisseur Florian Fiedler unter dem Titel Nieder Bayern am Münchner Volkstheater eine Neubearbeitung zur Aufführung.